# Adam and Eva

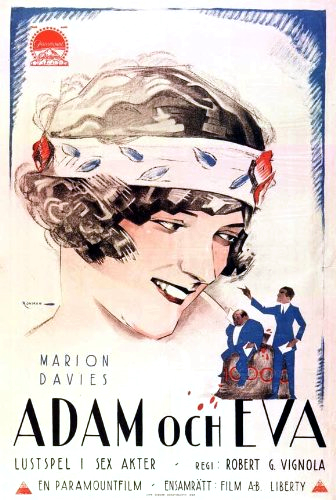
Affiche allemande du film

Pour les articles homonymes, voir Adam et Ève.
Adam and Eva est un film muet américain réalisé par Robert G. Vignola et sorti en 1923.

## Synopsis
Eva, la fille du millionnaire James King, dépense de l'argent inutilement et profite merveilleusement de la vie. Sa sœur aînée Julie et son mari Clinton Dewitt vivent dans le manoir King, se contentant de partager la fortune de l'homme riche. Parmi les admirateurs d'Eva figurent le docteur Delamater et Lord Andrew Gordon, chacun peu fortuné et désirant une femme riche. « Old » James est presque rendu fou par les extravagances de sa fille. Son représentant sud-américain Adam Smith vient à New York pour le voir. James annonce soudain qu'il ira en Amérique du Sud pour quelques mois et laissera Adam chargé de sa famille et des intérêts commerciaux de Gotham City. Pendant que James est parti, Adam tombe amoureux d'Eva mais est incapable de freiner ses habitudes dépensières jusqu'à ce qu'il ait l'idée de déclarer que son père est ruiné, ce qui amène les choses à leur paroxysme. Confrontée à la pauvreté, Eva saute sur l'occasion et fait travailler sa sœur ainsi que son oncle Horace, et part vivre dans une ferme appartenant à son père. 
Là, avec sa sœur et aidée par Adam, elle produit des œufs et du miel pour les marchés. La famille travaille dur. Un jour, James revient et est stupéfait d'apprendre que ses anciens vauriens ont tourné la page et se portent bien. Lorsque la famille apprend la vérité sur James, elle ne regrette pas la leçon qu'elle a apprise.

## Fiche technique
- Titre allemand : Adam och Eva
- Réalisation : Robert G. Vignola
- Scénario : Luther Reed d'après une pièce de Guy Bolton et George Middleton
- Production : Cosmopolitan Productions
- Photographie : Tony Gaudio, Harold Wenstrom
- Genre : Comédie
- Durée : 80 minutes
- Format : Noir et blanc, rapport de forme 1.33 : 1
- Son : Muet
- Langue : Anglais
- Date de sortie : 11 février 1923 (New York)[1].

## Distribution
- Marion Davies : Eva King
- T. Roy Barnes : le vendeur-héros
- Tom Lewis : James King
- William Norris : Oncle Horace
- Percy Ames : Lord Andrew Gordon
- Leon Gordon : Clinton Dewitt
- Luella Gear : Julie Dewitt
- William B. Davidson : Dr Delamater
- Edward Douglas : Lord Andrew's
- Bradley Barker : un admirateur d'Eve